# Begumganj
Begumganj (en bengali : বেগমগঞ্জ) est une upazila du Bangladesh dans le district de Noakhali. En 2011, on y dénombrait 549 308 habitants.